# Sárbogárd–Börgönd-vasútvonal
A 45-ös számú Sárbogárd–Börgönd-vasútvonal egy egyvágányú, nem villamosított vasútvonal a Mezőföldön, Fejér vármegyében.

## Fekvése
A vasútvonal Sárbogárdon, Fejér vármegye déli részén ágazik ki északi irányba a MÁV 40-es számú Budapest–Pécs-vasútvonalából. Innen észak-északnyugati irányban halad tovább párhuzamosan, kb. 5 kilométer távolságra a Sárvíztől, annak bal partján, hosszan közvetlenül a 63-as főút mellett, amelytől csak Sárkeresztúron távolodik el jelentősen. Belsőbáránd előtt északi, majd észak-északkeleti irányba fordulva Börgöndön csatlakozik be a 44-es vonalba, itt ágazik ki a Börgönd–Szabadbattyán–Tapolca-vasútvonal a Balaton északi partja irányába.

## Története
A vasútvonal Sárbogárd–Börgönd közötti szakaszát 1897. június 22-én adta át a forgalomnak a Bicske–Székesfehérvár–Sárbogárdi HÉV 29 km hosszban. A vonal Börgöndön az 1896. október 1-jén átadott Székesfehérvár–Börgönd–Pusztaszabolcs-vasútvonalba csatlakozott.

## Pálya
| Kezdőpont | Végpont        | Hossz [km] | Sebesség [km/h] |
| --------- | -------------- | ---------- | --------------- |
| Sárbogárd | Börgönd        | 30         | 40–60           |
| Börgönd   | Székesfehérvár | 9          | 80              |

## Forgalom
A vasútvonalon a személyszállítást 2009. december 13-tól, a 2009/2010. évi menetrendváltástól szüneteltették, azonban a 2010/2011. évi menetrendváltástól (2010. december 12.) újraindult a személyszállítás.
Az újraindulást követően a vonatok a két végponton kívül csak Aba-Sárkeresztúr és Belsőbáránd állomásokon álltak meg. A személyszállítás szüneteltetését megelőző menetrendben a vonalon csak helyközi személyvonatok közlekedtek, a 2008-as menetrendváltásig távolsági személyvonatok is jártak a vonalon. Ez utóbbiak Székesfehérvárt és Baját kötötték össze Sárbogárdtól Rétszilasig a Budapest–Pécs-vonalon, onnan Bátaszékig a 46-os számú Rétszilas–Bátaszék-vasútvonalon, majd Bajáig pedig a 154-es számú Bátaszék–Kiskunhalas-vasútvonalon haladva. Az újraindítást követően Sárbogárd–Komárom közvetlen vonatokat indított a vasúttársaság, ezekből azonban a 2012-es 1. számú menetrend módosítástól kezdve csak 1 db maradt meg, az is csak Komárom -> Sárbogárd irányban, ezzel egy időben csökkent a vonatok száma, összesen napi két vonatpár közlekedett a vonalon, menetidejük Sárbogárd és Székesfehérvár között 54 perc. A székesfehérvári vasútállomás átépítése miatt 2014. december 14-e és 2016. július 31-e között a vonalon vonatpótló autóbuszok közlekedtek.
A 2020/2021-es menetrendnek, 1. sz módosításának értelmében menetrend szerint is újraindultak a 4 számjegyű Gemenc InterRégió vonatok Baja és Székesfehérvár között, (hétfőtől szombatig) kétóránként. Ezek a vonatok csak Belsőbárándon állnak meg. 2022. április 3-tól Belsőbáránd megállóhelyen a vonatok csak feltételesen állnak meg. A Gemenc InterRégió vonatokon klimatizált, ingyen Wi-Fivel ellátott, alacsonypadlós Siemens Desiro motorvonatok közlekednek.

## Képek

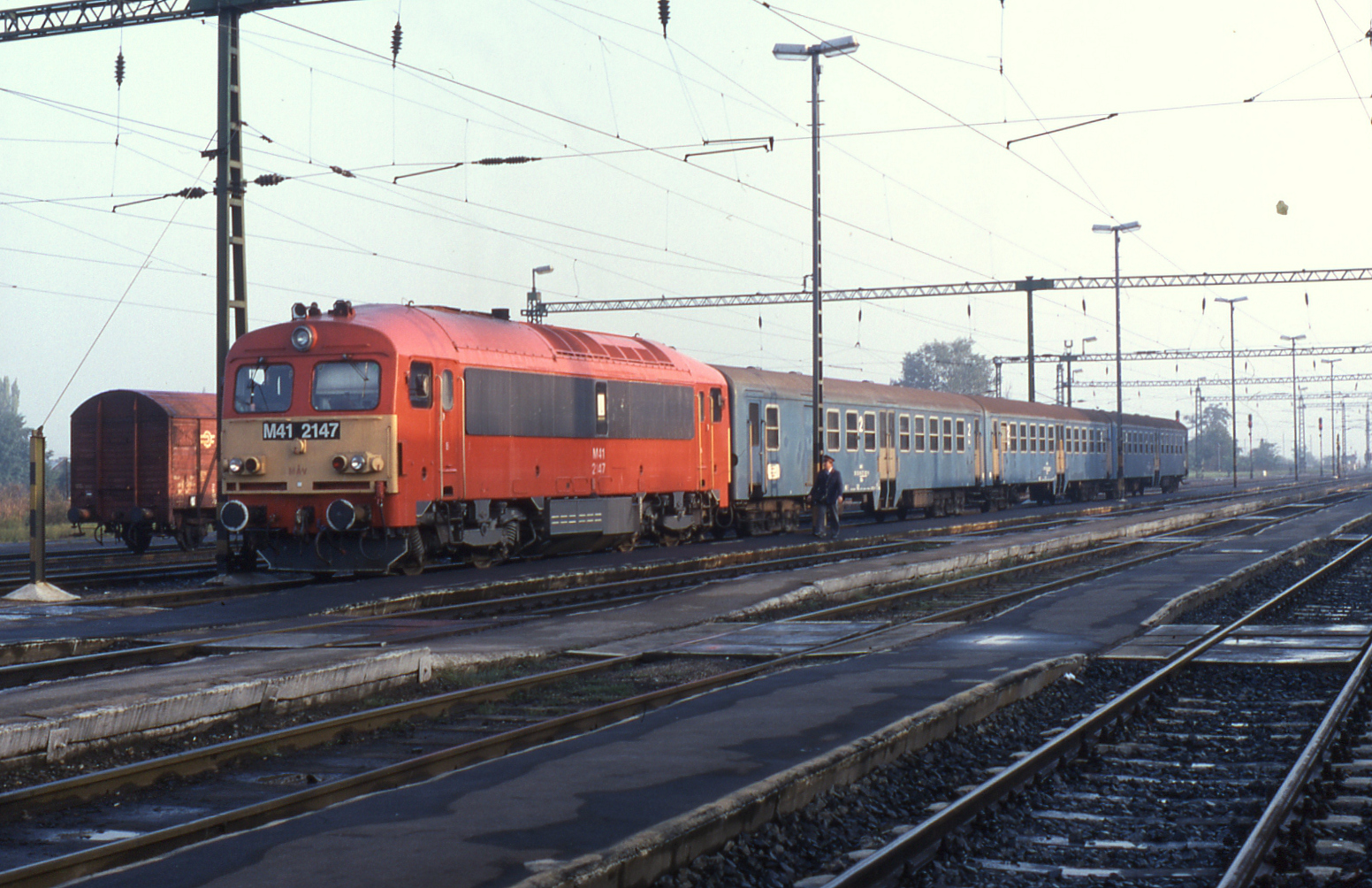
MÁV M41-es mozdony személyvonattal Sárbogárdon 1994-ben
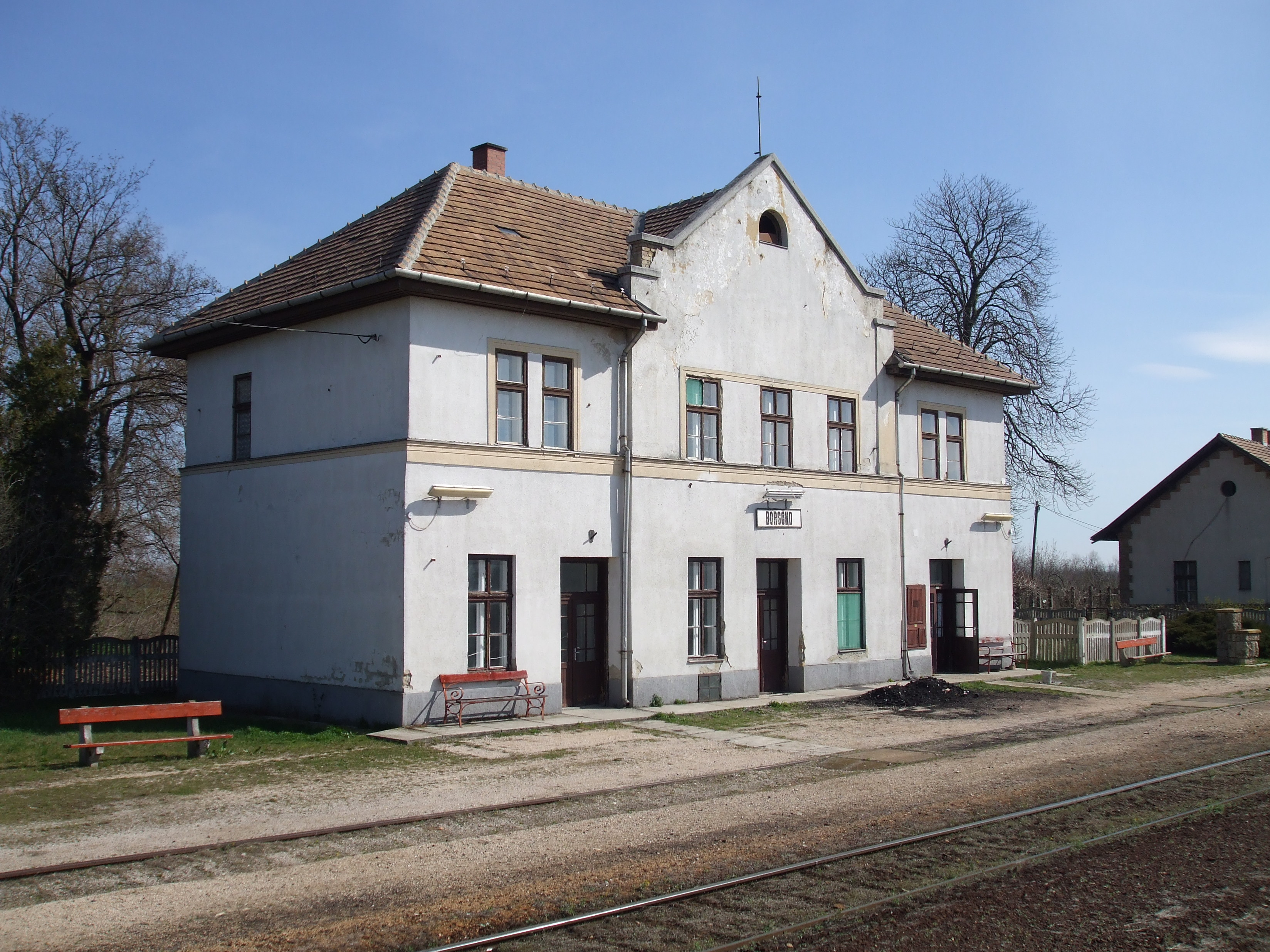
Börgönd
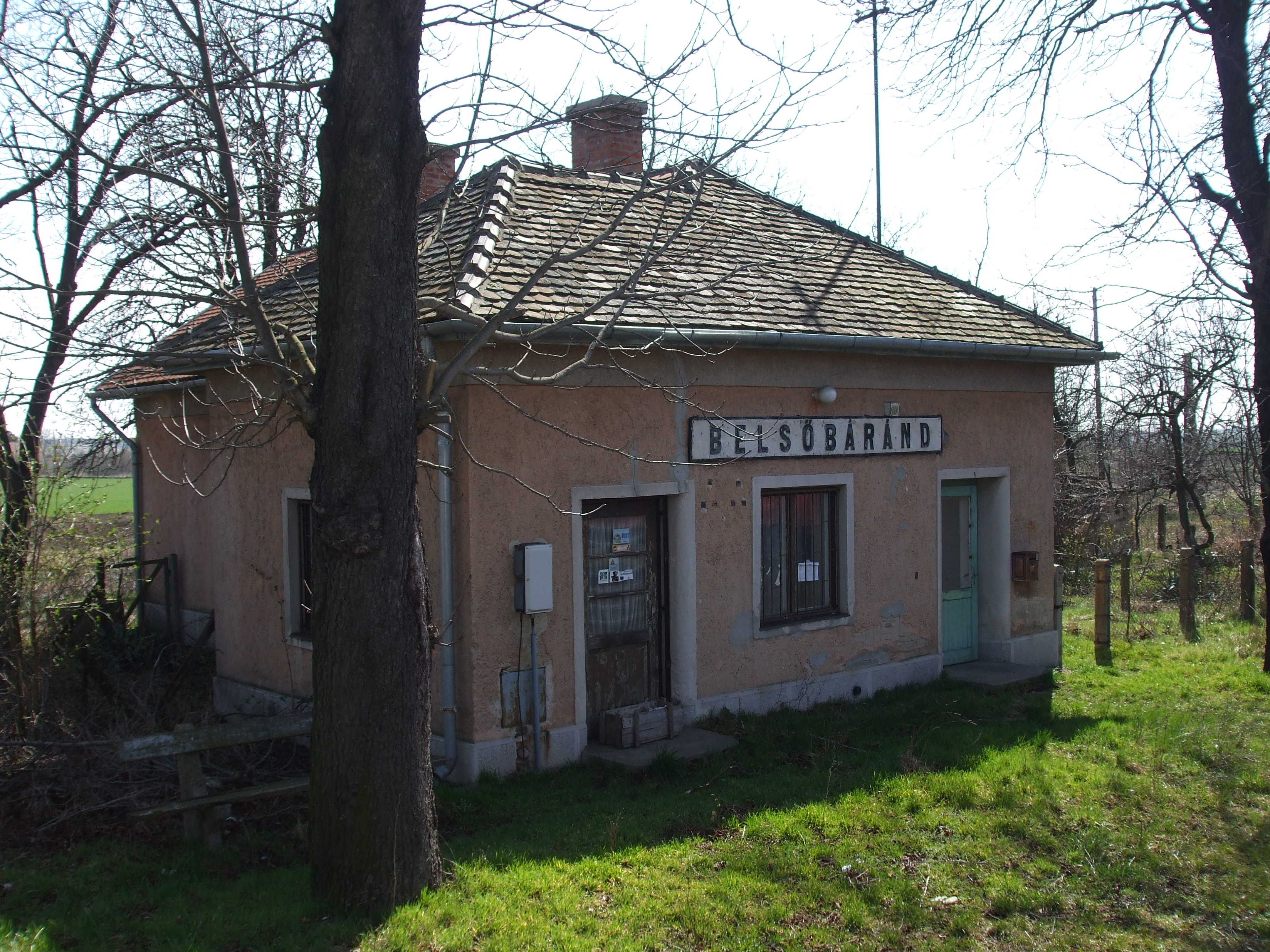
Belsőbáránd megállóhely
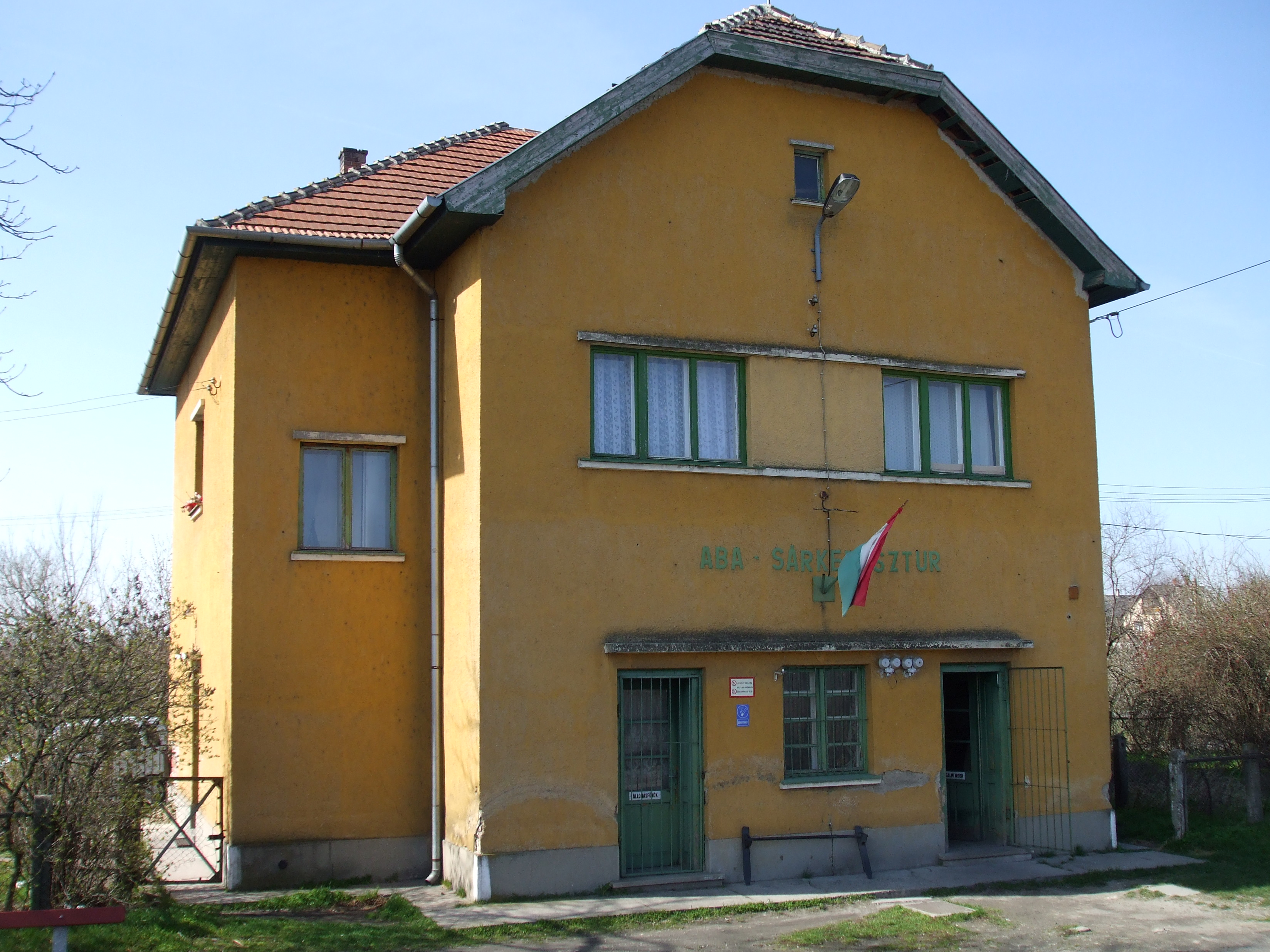
Aba-Sárkeresztúr
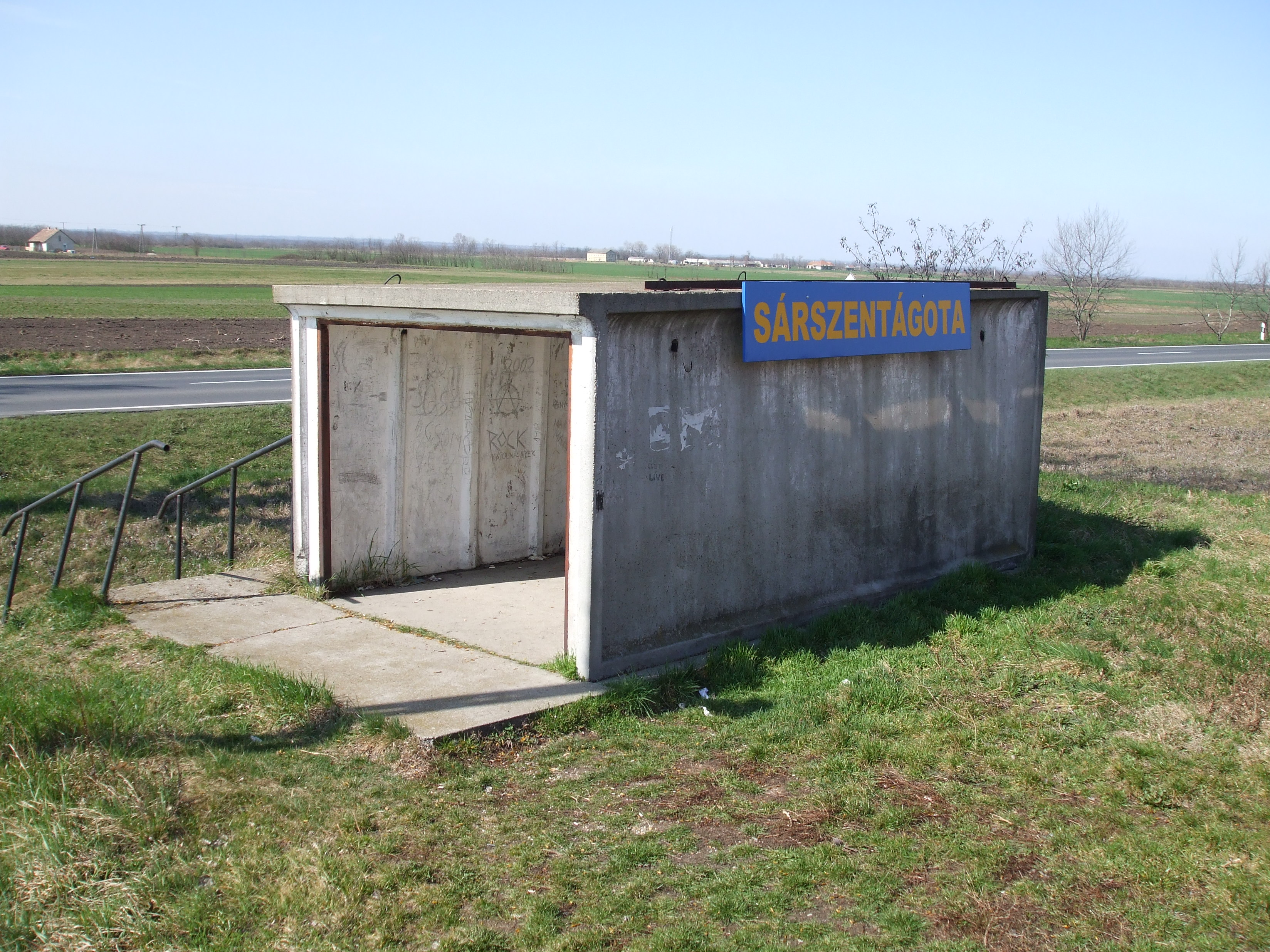
Sárszentágota megállóhely

## Járatok
A lista a 2020–2021-es menetrend adatait tartalmazza.
| Vonat          | Útvonal                                      |
| személyvonatok | személyvonatok                               |
| -------------- | -------------------------------------------- |
| személy        | Székesfehérvár – Sárbogárd – Nagydorog       |
| IR Gemenc      | Székesfehérvár – Sárbogárd – Bátaszék – Baja |